# トロワ条約
トロワ条約（フランス語：traité de Troyes, 英語：treaty of Troyes）は、1420年5月21日にフランスのトロワで調印された条約。百年戦争の戦局でイングランドを優位に立たせた条約で、フランス国王シャルル6世の死後にイングランド国王ヘンリー5世がその後継者になるとされた。

## 概要
この条約においてフランスの利益を代表していたのはブルゴーニュ公フィリップ3世であった。シャルル6世は当時既に発狂しており、1392年以来もはや直接統治をしていなかったためである。
フィリップ3世とヘンリー5世は王太子シャルル（後のシャルル7世）およびアルマニャック派に対抗して同盟を結び、シャルルが1419年9月19日にフィリップ3世の父ジャン1世の殺害を命令したことを非難した。
シャルルの母イザボー・ド・バヴィエールの不貞に関連したシャルルの出自の不当性についての噂がブルゴーニュ派によって吹聴されたが、そのような噂はシャルル6世の怒りを買わずにはいられなかった。シャルルは全ての称号を失ってブールジュに逃れ、ロワール川以南の支配を維持した。
その一方で条約の調印者たちは、シャルル6世とイザボーの娘カトリーヌとヘンリー5世の結婚を取り決めた。この結婚によってヘンリー5世は唯一のフランス王位の継承者となり、摂政としてフランスの国政に携ることとなった。つまり、シャルル6世は自らの死後に王位を娘婿、もしくは生まれてくる孫に譲ることになったのである。
1420年12月1日、ヘンリー5世はシャルル6世とフィリップ3世と共にパリに凱旋した。パリ大学と三部会はトロワ条約を支持した。後に法学者たちは、フランス王位はフランス国王が意のままにできるものではないと主張してシャルルに与した。これは百年戦争の発端となった議論と類似していた。

## その後
1422年8月31日にヘンリー5世は死亡し、続いてシャルル6世も同年10月21日に死んだ。ヘンリー5世の6ヵ月になる息子は、ヘンリー6世の名で「フランス王およびイングランド王」と宣言された。
ヘンリー5世の弟ベッドフォード公ジョンがフランス摂政となり、ロワール川以北でシャルル7世に忠誠を尽くす最後の町オルレアンを攻囲することになる（オルレアン包囲戦）。